# Elkesaiter
Elkesaiterna var en asiatisk, teosofisk, gnostisk sekt bland judekristna som uppkom under kejsar Trajanus' regering i det romerska riket. Namnet kan härledas från Elxai, som ska ha varit upphov till elkesaiternas heliga skrift. Denna, som härrör från omkring år 100, innehåller en blandning av judiska, kristna och hedniska element. Vikt lades på dop och tvagningar, vilka ansågs verka för syndernas förlåtelse.